# Dmytro Tymchenko
Dmytro Tymchenko –en ucraniano, Дмитро Тимченко– (Járkov, 1 de abril de 1983) es un deportista ucraniano que compite en lucha grecorromana.
Ganó una medalla de bronce en el Campeonato Mundial de Lucha de 2015 y una medalla de bronce en el Campeonato Europeo de Lucha de 2005. En los Juegos Europeos de Bakú 2015 obtuvo la medalla de plata en la categoría de 98 kg.

## Palmarés internacional
| Campeonato Mundial | Campeonato Mundial         | Campeonato Mundial | Campeonato Mundial |
| Año                | Lugar                      | Medalla            | Categoría          |
| ------------------ | -------------------------- | ------------------ | ------------------ |
| 2015               | Las Vegas (Estados Unidos) | Medalla de bronce  | 98 kg              |
| Juegos Europeos    |                            |                    |                    |
| Año                | Lugar                      | Medalla            | Categoría          |
| 2015               | Bakú (Azerbaiyán)          | Medalla de plata   | 98 kg              |
| Campeonato Europeo |                            |                    |                    |
| Año                | Lugar                      | Medalla            | Categoría          |
| 2005               | Varna (Bulgaria)           | Medalla de bronce  | 96 kg              |